# Julius Paul Römer

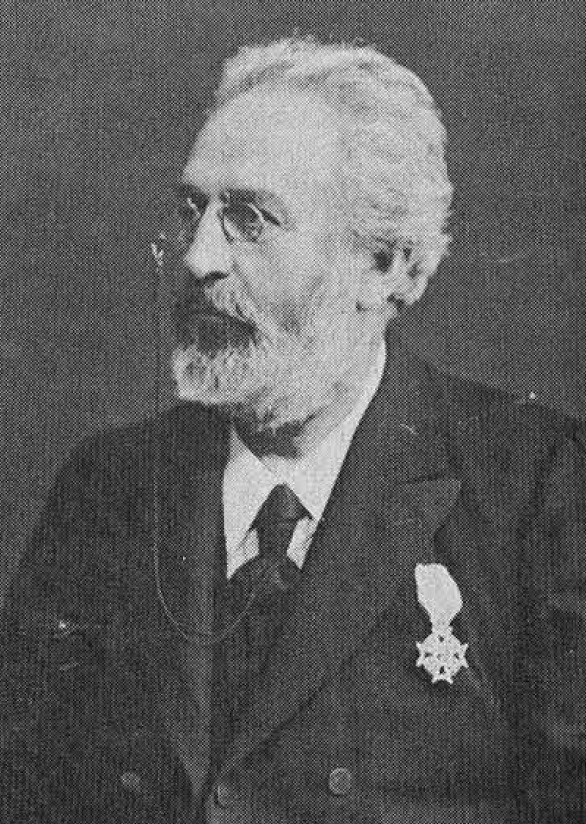
Julius Römer

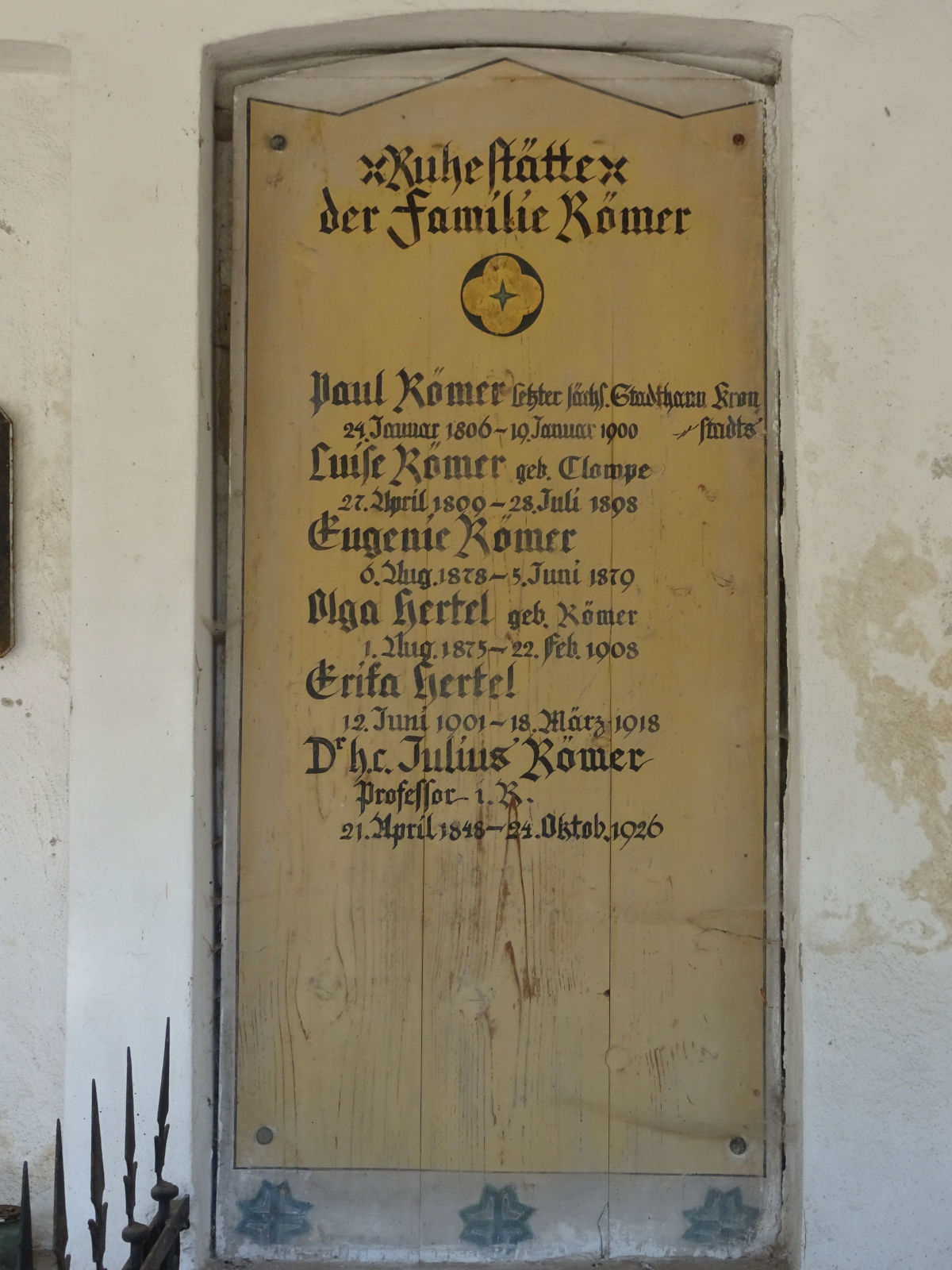
Familiengruft

Julius Paul Römer (* 21. April 1848 in Kronstadt (Brassó, Königreich Ungarn, heute Rumänien); † 24. Oktober 1926 ebenda) war ein deutsch-siebenbürgischer, österreich-ungarischer Botaniker und Lehrer.

## Leben und Wirken
Römer wurde 1848 als Sohn des Stadthanns im siebenbürgischen Kronstadt geboren und besuchte das dortige Honterus-Gymnasium. Nach seinem Abitur studierte er von 1866 bis 1870 Naturwissenschaften und evangelische Theologie in Wien, Jena und Heidelberg. In Jena wurde er 1867 Mitglied der Burschenschaft Arminia auf dem Burgkeller und war Lieblingsschüler des Zoologen Ernst Haeckel. Nach seinem Studium arbeitete er für kurze Zeit als Lehrer für Mineralogie an seinem alten Gymnasium in Kronstadt, musste dieses jedoch 1872 verlassen, weil er sich als überzeugter Darwinist weigerte, die theologische Prüfung abzulegen. Im selben Jahr nahm Römer eine Stelle an der Mädchenbürgerschule und an der Kindergärtnerinnen-Bildungsanstalt an, wo er bis zu seiner Pensionierung 1911 unterrichtete. Zwischen 1875 und 1926 veröffentlichte er zahlreiche Arbeiten auf den Gebieten Botanik, allgemeinen Biologie, Geologie und Zoologie. Er galt als überzeugter Anhänger Darwins und Vertreter eines naturwissenschaftlichen Monismus. Eine 1891 von ihm in den Ostkarpaten entdeckte Tragant-Art trägt seinen Namen (Astragalus roemeri Simk.). 1873 gründete er den Siebenbürgischen Alpenverein. 1904 gründete er die Gesellschaft der Kronstädter Naturfreunde. Als aktives Mitglied des 1880 gegründeten Siebenbürgischen Karpatenvereins (SKV) unternahm er viele Wanderungen in die Berge des Burzenlandes, sammelte und beschrieb Pflanzen. Sein Herbarium, das er dem Kronstädter Museum vermachte, umfasste über 10.000 Bogen.

## Ehrungen
- Orden der Krone von Rumänien
- 1924: Ehrendoktor der Universität Breslau
- Der Siebenbürgische Karpatenverein betreibt heute die Julius-Römer-Hütte am Schuler (rum.: Postăvaru), oberhalb von Poiana Brașov.
- Eine Pflanze ist nach ihm benannt (Astragalus Roemeri).
- Eine Straße in Kronstadt und ein Touristenpfad sind nach ihm benannt.

## Veröffentlichungen (Auswahl)
- Die Lehre Darwins als Gegenstand wissenschaftlicher Forschung. In: Siebenbürgischer Verein für Naturwissenschaften zu Hermannstadt (Hrsg.): Verhandlungen und Mitteilungen des Siebenbürgischen Vereins für Naturwissenschaften zu Hermannstadt. Band 30, 1879, S. 11–48 (Digitalisat [PDF; 2,4 MB; abgerufen am 14. Januar 2020]).
- Die Pflanzenwelt der Zinne und des kleinen Hangesteins. Kronstadt 1892.
- Aus der Pflanzenwelt der Burzenländer Berge in Siebenbürgen. 1899.